# Lecythis minor
Lecythis minor är en tvåhjärtbladig växtart som beskrevs av Nikolaus Joseph von Jacquin. Lecythis minor ingår i släktet Lecythis och familjen Lecythidaceae. Inga underarter finns listade i Catalogue of Life.